# Mercin-et-Vaux

Mercin-et-Vaux este o comună în departamentul Aisne din nordul Franței. În 1 ianuarie 2022 avea o populație de 945 de locuitori.